# (188446) Louischevrolet
(188446) Louischevrolet est un astéroïde de la ceinture principale.

## Description
(188446) Louischevrolet est un astéroïde de la ceinture principale. Il fut découvert le 17 avril 2004 à Nogales par Michel Ory. Il présente une orbite caractérisée par un demi-grand axe de 2,40 UA, une excentricité de 0,14 et une inclinaison de 7,3° par rapport à l'écliptique.
Il est nommé d'après Louis Chevrolet (1878-1941), né en Suisse à La Chaux-de-Fonds. Ce pilote de course est le cofondateur célèbre de l'entreprise de construction automobile qui porte son nom.

## Compléments